# Rhizothrix wilsoni
Rhizothrix wilsoni is een eenoogkreeftjessoort uit de familie van de Rhizothricidae. De wetenschappelijke naam van de soort is voor het eerst geldig gepubliceerd in 1977 door Bodin.